# Lajos Kocsis
Dans le nom hongrois Kocsis Lajos, le nom de famille précède le prénom, mais cet article utilise l’ordre habituel en français Lajos Kocsis, où le prénom précède le nom.
Lajos Kocsis (né le 18 juin 1947 à Szeged en Hongrie et mort le 9 octobre 2000 à Budapest) est un joueur de football international hongrois, qui évoluait au poste de milieu de terrain.

## Biographie

### Carrière en sélection
Avec l'équipe de Hongrie, il joue 33 matchs (pour 7 buts inscrits) entre 1969 et 1975. 
Il joue son premier match le 22 octobre 1969 face au Danemark et son dernier le 24 septembre 1975 contre l'Autriche.
Il figure dans le groupe des sélectionnés lors de l'Euro de 1972 et dispute 3 matchs comptant pour les éliminatoires de la coupe du monde 1974.
Il participe également aux JO de 1968 et de 1972. Il joue un total de 10 matchs lors des Jeux olympiques, remportant l'or en 1968 et l'argent en 1972.

## Palmarès
| Budapest Honvéd - Coupe de Hongrie : - Finaliste : 1968, 1969 et 1972-73. |  | Hongrie - Jeux olympiques (1) : - Or : 1968. - Argent : 1972. |